# Kitty Clive
Catherine Kitty Clive, nata Raftor, (1711 – 6 dicembre 1785), è stata un'attrice teatrale britannica, che ebbe considerevole successo sulle scene di Londra.

## Biografia
Molto probabilmente nata a Londra, suo padre William Raftor era un irlandese, già arruolato nell'esercito francese di Luigi XIV. All'età di circa diciassette anni esordì al Teatro Reale di Drury LaneTheatre Royal, Drury Lane, e poco dopo sposò George Clive, un avvocato e fratello di Robert Clive, primo barone Clive. Il matrimonio non fu un successo, ed ella ritornò presto sul palcoscenico. Nei primi anni del 1730, si impose come una grande attrice, e nel 1747, divenne una delle fondatrici della Compagnia teatrale David Garrick. Avendo una voce da soprano, Clive cantò occasionalmente anche nelle opere, specialmente interpretando Emma e Venus nella prima dell'opera di Thomas Arne, Alfred nel 1740. La sua carriera di attrice si sviluppò su quaranta lunghi anni, e secondo K.A. Crouch, "una delle migliori attrici della sua generazione." Provò anche a scrivere delle farse ottenendo un discreto successo.
Si ritirò nel 1769 in una villa presso Twickenham, che era stata un regalo del suo amico Horace Walpole, dove morì nel 1785. Venne sepolta a Twickenham: un epitaffio scritto sulla sua lapide, loda la sua generosità.